# Anomalohalacarus mollis
Anomalohalacarus mollis is een mijtensoort uit de familie van de Halacaridae. De wetenschappelijke naam van de soort is voor het eerst geldig gepubliceerd in 1982 door Morselli & Mari.